# Campionati europei di atletica leggera 2024 - Lancio del martello maschile
La gara del Lancio del martello maschile dei campionati europei di atletica leggera 2024 si è svolta l'8 e il 9 giugno allo Stadio Olimpico di Roma, in Italia.

## Podio
| Pos.    | Atleta           | Nazionalità | Risultato | Note                                     |
| ------- | ---------------- | ----------- | --------- | ---------------------------------------- |
| Oro     | Wojciech Nowicki | Polonia     | 80,95 m   | Miglior prestazione personale stagionale |
| Argento | Bence Halász     | Ungheria    | 80,49 m   | Miglior prestazione personale stagionale |
| Bronzo  | Mykhaylo Kokhan  | Ucraina     | 80,18 m   |                                          |

## Situazione pre-gara

### Record
Prima di questa competizione, il record del mondo, il record europeo e il record dei campionati erano i seguenti.
| Record                | Prestazione | Atleta                        | Data                                     | Competizione |
| --------------------- | ----------- | ----------------------------- | ---------------------------------------- | ------------ |
| Record mondiale       | 86,74 m     | Jurij Sedych Unione Sovietica | 30 agosto 1986 Stoccarda, Germania Ovest | Europei 1986 |
| Record europeo        | 86,74 m     | Jurij Sedych Unione Sovietica | 30 agosto 1986 Stoccarda, Germania Ovest | Europei 1986 |
| Record dei campionati | 86,74 m     | Jurij Sedych Unione Sovietica | 30 agosto 1986 Stoccarda, Germania Ovest | Europei 1986 |

### Campione in carica
Il campione in carica a livello europeo era:
| Campione | Atleta                   | Prestazione | Data e luogo                               | Competizione |
| -------- | ------------------------ | ----------- | ------------------------------------------ | ------------ |
| Europeo  | Wojciech Nowicki Polonia | 82,00 m     | 18 agosto 2022 Monaco di Baviera, Germania | Europei 2022 |

### La stagione
Prima di questa gara, gli atleti con le migliori tre prestazioni europee dell'anno erano:
| Pos. | Atleta                             | Prestazione | Data e luogo                        |
| ---- | ---------------------------------- | ----------- | ----------------------------------- |
| 1    | Valeriy Pronkin Russia             | 81,53 m     | 21 maggio 2024 Sochi, Russia        |
| 2    | Mykhaylo Kokhan Ucraina            | 80,76 m     | 20 aprile 2024 Nairobi, Kenya       |
| 3    | Aliaksandr Shymanovich Bielorussia | 80,11 m     | 21 febbraio 2024 Brėst, Bielorussia |

## Risultati

### Qualificazioni
I turni di qualificazione si sono tenuti l'8 giugno a partire dalle ore 10:05.
Accedono alla finale gli atleti di ogni gruppo che raggiungono la misura di 77,00 m (Q) o le 12 migliori misure (q).

#### Gruppo A
| Pos. | Atleta              | Nazionalità | 1ª prova | 2ª prova | 3ª prova | Misura  | Note |
| ---- | ------------------- | ----------- | -------- | -------- | -------- | ------- | ---- |
| 1    | Wojciech Nowicki    | Polonia     | 76,66    | 79,00    | -        | 79,00 m | Q    |
| 2    | Yann Chaussinand    | Francia     | 76,84    | x        | x        | 76,84 m | q    |
| 3    | Merlin Hummel       | Germania    | 73,73    | 75,73    | x        | 75,73 m | q    |
| 4    | Eivind Henriksen    | Norvegia    | 75,21    | 75,32    | 75,49    | 75,49 m | q,   |
| 5    | Matija Gregurić     | Croazia     | 73,74    | 74,65    | 75,42    | 75,42 m | q,   |
| 6    | Paweł Fajdek        | Polonia     | x        | 74,52    | 75,17    | 75,17 m | q    |
| 7    | Konstantinos Zaltos | Grecia      | 74,49    | 70,80    | 72,02    | 74,49 m | q    |
| 8    | Michail Anastasakis | Grecia      | 70,80    | 73,60    | 72,55    | 73,60 m |      |
| 9    | Volodymyr Myslyvčuk | Rep. Ceca   | x        | 73,43    | x        | 73,43 m |      |
| 10   | Ragnar Carlsson     | Svezia      | 72,53    | 71,11    | x        | 72,53 m |      |
| 11   | Dániel Rába         | Ungheria    | x        | 72,52    | x        | 72,52 m |      |
| 12   | Hilmar Örn Jónsson  | Islanda     | x        | 72,05    | x        | 72,05 m |      |
| 13   | Özkan Baltaci       | Turchia     | 70,73    | x        | 71,58    | 71,58 m |      |
| 14   | Aaron Kangas        | Finlandia   | 71,58    | x        | x        | 71,58 m |      |
| 15   | Marcel Lomnický     | Slovacchia  | 68,15    | 67,98    | 67,35    | 68,15 m |      |

#### Gruppo B
| Pos. | Atleta                 | Nazionalità   | 1ª prova | 2ª prova | 3ª prova | Misura  | Note |
| ---- | ---------------------- | ------------- | -------- | -------- | -------- | ------- | ---- |
| 1    | Bence Halász           | Ungheria      | 77,84    | -        | -        | 77,84 m | Q,   |
| 2    | Mykhaylo Kokhan        | Ucraina       | 77,77    | -        | -        | 77,77 m | Q    |
| 3    | Jake Norris            | Gran Bretagna | 75,69    | 75,73    | -        | 75,73 m | q    |
| 4    | Quentin Bigot          | Francia       | 74,18    | 74,84    | 75,29    | 75,29 m | q    |
| 5    | Serghei Marghiev       | Moldavia      | 73,55    | 74,85    | 75,18    | 75,18 m | q    |
| 6    | Adam Kelly             | Estonia       | 71.40    | 73,92    | 71,08    | 73,92 m |      |
| 7    | Marcin Wrotyński       | Polonia       | x        | 66,46    | 73,58    | 73,58 m |      |
| 8    | Denzel Comenentia      | Paesi Bassi   | 72.35    | 73,45    | 73,31    | 73,45 m |      |
| 9    | Christos Frantzeskakis | Grecia        | 72,92    | x        | 73,11    | 73,11 m |      |
| 10   | Sören Klose            | Germania      | 72.35    | 72,96    | 72,79    | 72,96 m |      |
| 11   | Tuomas Seppänen        | Finlandia     | 68,30    | 70,31    | 72,85    | 72,85 m |      |
| 12   | Patrik Hájek           | Rep. Ceca     | 71,49    | 72,72    | 70,82    | 72,72 m |      |
| 13   | Dawid Piłat            | Polonia       | 69,98    | 71,44    | 69,13    | 71,44 m |      |
| 14   | Thomas Mardal          | Norvegia      | x        | 71,16    | x        | 71,16 m |      |
| 15   | Donát Varga            | Ungheria      | 70,78    | x        | 70,52    | 70,78 m |      |

### Finale
La finale si è tenuta il 7 giugno a partire dalle 21:10.
| Pos     | Atleta              | Nazionalità   | 1ª prova | 2ª prova | 3ª prova | 4ª prova | 5ª prova | 6ª prova | Risultato | Note                                     |
| ------- | ------------------- | ------------- | -------- | -------- | -------- | -------- | -------- | -------- | --------- | ---------------------------------------- |
| Oro     | Wojciech Nowicki    | Polonia       | 78,61    | 80,14    | 79,06    | 79,18    | 77,56    | 80,95    | 80,95 m   | Miglior prestazione personale stagionale |
| Argento | Bence Halász        | Ungheria      | 72,74    | 77,99    | 78,55    | 80,49    | x        | 77,71    | 80,49 m   | Miglior prestazione personale stagionale |
| Bronzo  | Mykhaylo Kokhan     | Ucraina       | 76,06    | 78,45    | 80,10    | 78,31    | 80,18    | x        | 80,18 m   |                                          |
| 4       | Merlin Hummel       | Germania      | 71,51    | 78,85    | x        | x        | x        | 79,25    | 79,25 m   | Miglior prestazione europea under 23     |
| 5       | Yann Chaussinand    | Francia       | 78,37    | 76,05    | x        | 75,69    | x        | x        | 78,37 m   |                                          |
| 6       | Paweł Fajdek        | Polonia       | 75.88    | 77.26    | 75.45    | x        | 77.50    | 76.60    | 77,50 m   | Miglior prestazione personale stagionale |
| 7       | Eivind Henriksen    | Norvegia      | 75,55    | 76,51    | x        | 75,54    | x        | 73,42    | 76,51 m   | Miglior prestazione personale stagionale |
| 8       | Matija Gregurić     | Croazia       | x        | 75,47    | 74,70    | x        | 73,19    | 73,30    | 75,47 m   | Miglior prestazione personale            |
| 9       | Quentin Bigot       | Francia       | 73,31    | 72,84    | 73,81    |          |          |          | 73,81 m   |                                          |
| 10      | Jake Norris         | Gran Bretagna | 71,52    | x        | 73,66    |          |          |          | 73,66 m   |                                          |
| 11      | Serghei Marghiev    | Moldavia      | 71,59    | 73,07    | 72,95    |          |          |          | 73,07 m   |                                          |
| 12      | Konstantinos Zaltos | Grecia        | 71,94    | 71,53    | 72,64    |          |          |          | 72,64 m   |                                          |